# Desviació geodèsica

Si un insecte es col·loca sobre una superfície i camina contínuament "endavant", per definició traçarà una geodèsica.

En la relativitat general, dit d'una altra manera, si dos objectes es posen en moviment al llarg de dues trajectòries inicialment paral·leles, la presència d'una força gravitatòria de marea farà que les trajectòries es dobleguin o s'allunyin l'una de l'altra, produint una acceleració relativa entre els objectes.
Matemàticament, la força de marea en relativitat general es descriu pel tensor de curvatura de Riemann, i la trajectòria d'un objecte només sota la influència de la gravetat s'anomena geodèsica. L'equació de desviació geodèsica relaciona el tensor de curvatura de Riemann amb l'acceleració relativa de dues geodèsiques veïnes. En geometria diferencial, l'equació de desviació geodèsica es coneix més comunament com a equació de Jacobi.
Per quantificar la desviació geodèsica, es comença configurant una família de geodèsiques molt espaiades indexades per una variable contínua s i parametritzades per un paràmetre afí τ. És a dir, per a cada s fix, la corba escombrada per γs(τ) a mesura que τ varia és una geodèsica. Quan es considera la geodèsica d'un objecte massiu, sovint és convenient triar τ per ser el temps propi de l'objecte. Si x μ (s ,τ) són les coordenades de la geodèsica γs(τ), aleshores el vector tangent d'aquesta geodèsica és
{\displaystyle T^{\mu }={\frac {\partial x^{\mu }(s,\tau )}{\partial \tau }}.}
Si τ és el temps propi, aleshores T μ és la velocitat de quatre de l'objecte que viatja al llarg de la geodèsica.
També es pot definir un vector de desviació, que és el desplaçament de dos objectes que viatgen al llarg de dues geodèsiques infinitesimament separades:
{\displaystyle X^{\mu }={\frac {\partial x^{\mu }(s,\tau )}{\partial s}}.}
L' acceleració relativa A μ dels dos objectes es defineix, aproximadament, com la segona derivada del vector de separació X μ a mesura que els objectes avancen al llarg de les seves geodèsiques respectives. Concretament, A μ es troba prenent la derivada covariant direccional de X al llarg de T dues vegades:
{\displaystyle A^{\mu }=T^{\alpha }\nabla _{\alpha }\left(T^{\beta }\nabla _{\beta }X^{\mu }\right).}
L'equació de desviació geodèsica relaciona A μ, T μ, X μ, i el tensor de Riemann R μ νρσ :
{\displaystyle A^{\mu }={R^{\mu }}_{\nu \rho \sigma }T^{\nu }T^{\rho }X^{\sigma }.}
Una notació alternativa per a la derivada covariant direccional {\displaystyle T^{\alpha }\nabla _{\alpha }} és {\displaystyle D/d\tau }, de manera que l'equació de desviació geodèsica també es pot escriure com
{\displaystyle {\frac {D^{2}X^{\mu }}{d\tau ^{2}}}={R^{\mu }}_{\nu \rho \sigma }T^{\nu }T^{\rho }X^{\sigma }.}
L'equació de desviació geodèsica es pot derivar de la segona variació de la partícula puntual Lagrangiana al llarg de geodèsics, o de la primera variació d'un Lagrangiano combinat. L'enfocament lagrangià té dos avantatges. En primer lloc, permet aplicar diversos enfocaments formals de quantificació al sistema de desviació geodèsica. En segon lloc, permet formular la desviació per a objectes molt més generals que els geodèsics (qualsevol sistema dinàmic que tingui un moment indexat d'un espai-temps sembla tenir una generalització corresponent de la desviació geodèsica).